# Szpital Świętego Ducha w Gartz (Oder)
Szpital Świętego Ducha (niem. Heilig-Geist-Hospital lub Heilig-Geist-Spittel), również Kaplica Świętego Ducha (niem. Heilig-Geist-Kapelle) – dawna gotycka kaplica szpitalna, wzniesiona w niemieckim mieście Gartz (Oder).

## Historia
Pierwsza wzmianka o szpitalu pochodzi z roku 1280, co czyni go jednym z najstarszych tego typu obiektów na terenie dawnej diecezji kamieńskiej. Po dojściu do miasta reformacji pełnił odprawiano w nim msze dla katolików. W latach 1790–1793 przekształcony w dwukondygnacyjny budynek mieszkalny. W latach 1989–1990 poddano go restauracji, usuwając wyposażenie oraz przywracając ostrołukowe okna. Przekształcono go w salę wystawową i koncertową.

## Architektura
Budynek gotycki, jednonawowy. Przykryty drewnianym stropem oraz dachem dwuspadowym. Fasadę zdobi nieduża, prostokątna wieża oraz blendy.

## Galeria

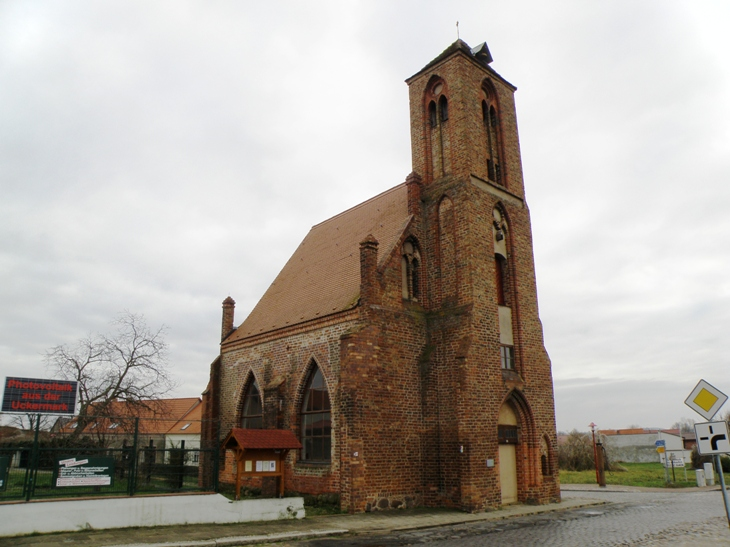
Fasada i elewacja północna
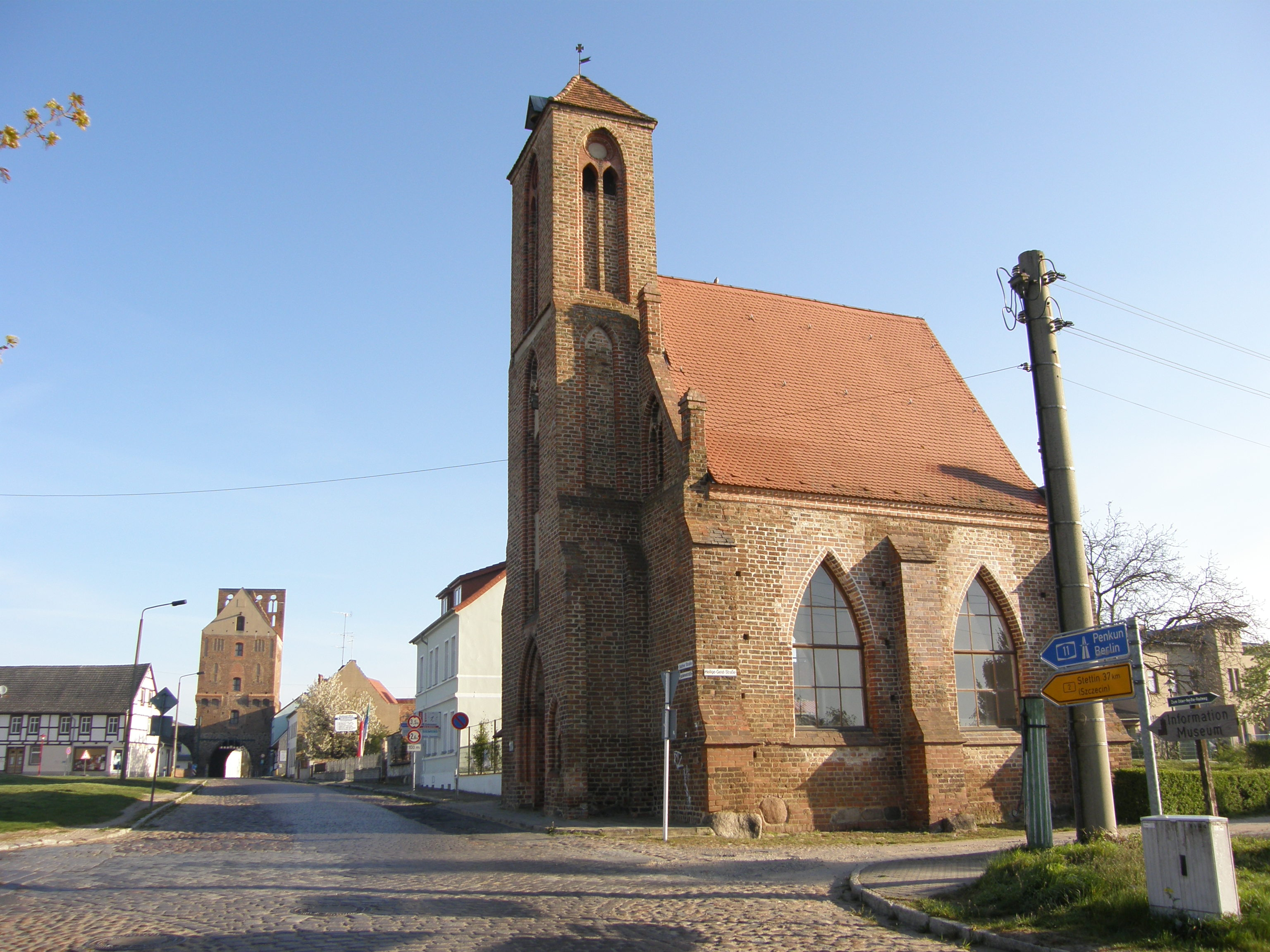
Widok z południa, w tle Brama Szczecińska